# Steve Currie
Pour les articles homonymes, voir Currie.
Steve Currie (19 mai 1947 – 28 avril 1981) est un musicien britannique.

## Biographie
Steve Currie est originaire de Grimsby, dans le Lincolnshire. Il devient le bassiste du groupe de glam rock T. Rex en 1970 et le reste jusqu'à la fin de l'année 1976. Il apparaît sur tous les albums de T. Rex entre Electric Warrior (1971) et Dandy in the Underworld (1977). Il est remplacé par Herbie Flowers.
Après son départ de T. Rex, Steve Currie devient musicien de studio. Il meurt dans un accident de la route au Portugal, quatre ans après la mort de Marc Bolan, le leader de T. Rex, lui aussi tué lors d'un accident de voiture à Londres en 1977.